# Anton von Winzor
Antonín Rudolf Josef Hubert svobodný pán von Winzor (Anton Rudolf Joseph Hubert Freiherr von Winzor) (7. června 1844 Jaroslavice – 30. dubna 1910 Bratislava) byl rakousko-uherský generál. Od mládí sloužil v armádě, vrcholem jeho kariéry byla funkce zemského velitele a správce zemské vlády v okupované Bosně a Hercegovině. Řadu let vojenské služby strávil v různých funkcích v Prešpurku, kde nakonec i zemřel. V roce 1908 dosáhl hodnosti generála jezdectva a v roce 1909 získal titul barona. 

## Životopis

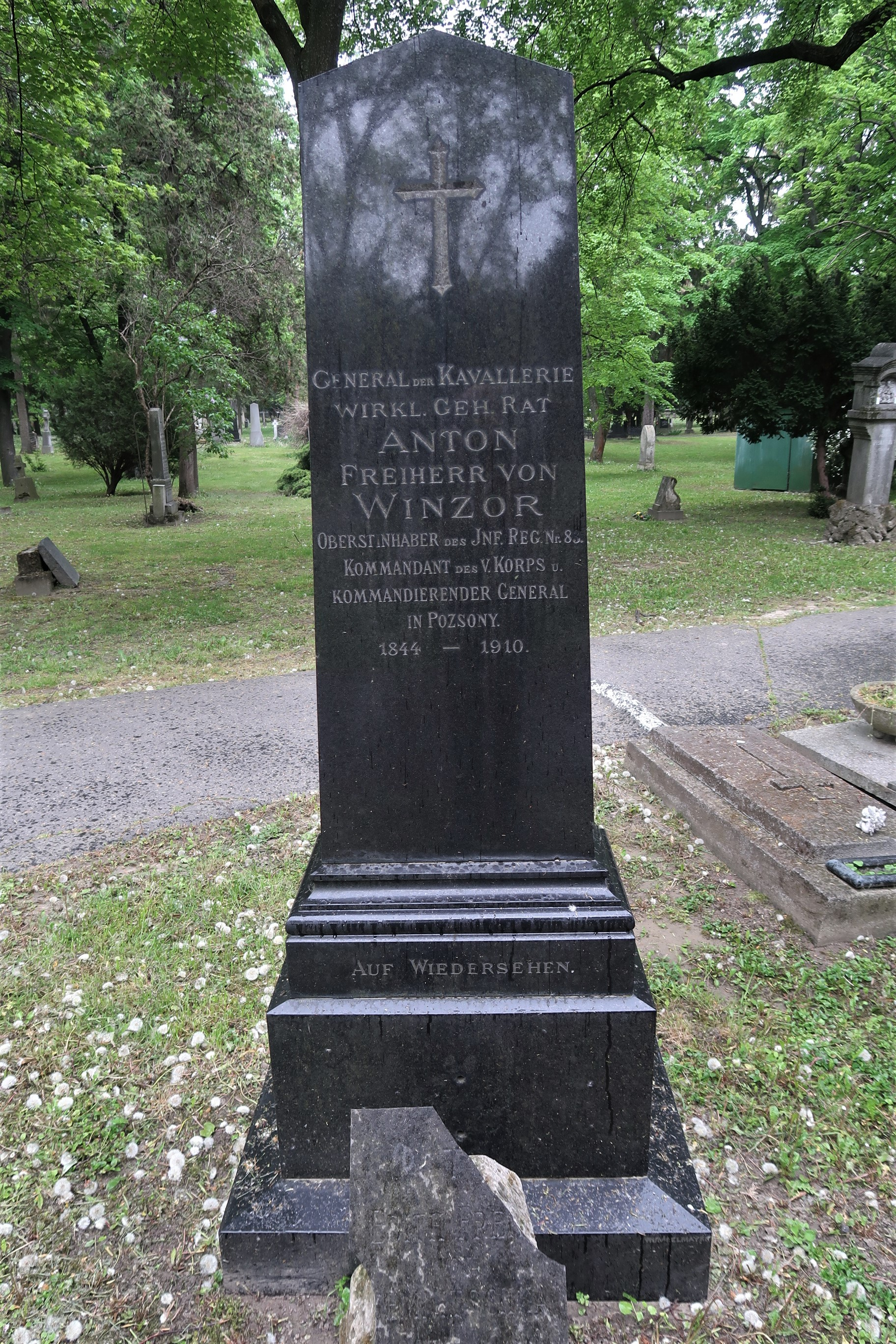
Hrob generála Winzora na Ondřejském hřbitově v Bratislavě

Pocházel z Moravy a narodil se v Jaroslavicích jako syn státního úředníka. Studoval na Tereziánské vojenské akademii ve Vídeňském Novém Městě a od mládí sloužil v armádě. Vystřídal různé posádky v Rakousku-Uhersku a během služby u generálního štábu ve Vídni dosáhl hodnosti plukovníka. V letech 1892–1898 byl náčelníkem štábu 15. armádního sboru v Sarajevu a jako nositel Řád železné koruny byl v roce 1896 povýšen do šlechtického stavu. Postupoval ve vojenské hierarchii (generálmajor 1898, polní podmaršál 1902). Od roku 1902 byl velitelem 14. pěchotní divize v Bratislavě V roce 1907 byl jmenován c. k. tajným radou a v červnu 1907 se stal zemským velitelem v Bosně a Hercegovině (jako velitel 15. armádního sboru v Sarajevu), kde po definitivní anexi ze strany Rakouska-Uherska převzal i vedení zemské vlády (1908–1909). V této funkci byl v roce 1908 povýšen do hodnosti generála jezdectva. V závěru kariéry byl v letech 1909–1910 velitelem 5. armádního sboru v Bratislavě, kde zemřel a je zde také pohřben na Ondřejském hřbitově.
Kromě zmíněného Řádu železné koruny III. třídy se později stal rytířem Leopoldova řádu (1906) a nositelem velkokříže Řádu Františka Josefa (1908). Dále byl držitelem Vojenského záslužného kříže, Vojenského jubilejního kříže, Vojenské záslužné medaile a Jubilejní pamětní medaile. V zahraničí obdržel perský Řád lva a slunce a turecký Řád Medžidie II. třídy. V roce 1909 byl povýšen do stavu svobodných pánů. Krátce před úmrtím se stal čestným majitelem pěšího pluku č. 83 dislokovaného v Komárně.
V Krakově se v roce 1888 oženil s Marianne von Ebner (1868–1930), s níž měl dvě děti. Syn Alfréd František (1889–1963) za první světové války dosáhl hodnosti rytmistra v rakousko-uherské armádě, za druhé světové války byl plukovníkem německé Luftwaffe. Dcera Gabriela Karolína (1891–1981) se provdala za hraběte Emanuela Résseguiera de Miremont.